# Pseudobaisalina
Pseudobaisalina es un género de foraminífero bentónico de la familia Baisalinidae, de la superfamilia Cornuspiroidea, del suborden Miliolina y del orden Miliolida. Su especie tipo es Pseudobaisalina mirifica. Su rango cronoestratigráfico abarca el Murgabiense (Pérmico superior).

## Clasificación
Pseudobaisalina incluye a la siguiente especie:
- Pseudobaisalina mirifica †